# Операция на Стрыпе
Операция на Стрыпе — стратегическая наступательная операция, предпринятая русской армией в декабре 1915 — январе 1916 года с целью оказания помощи сербской армии.

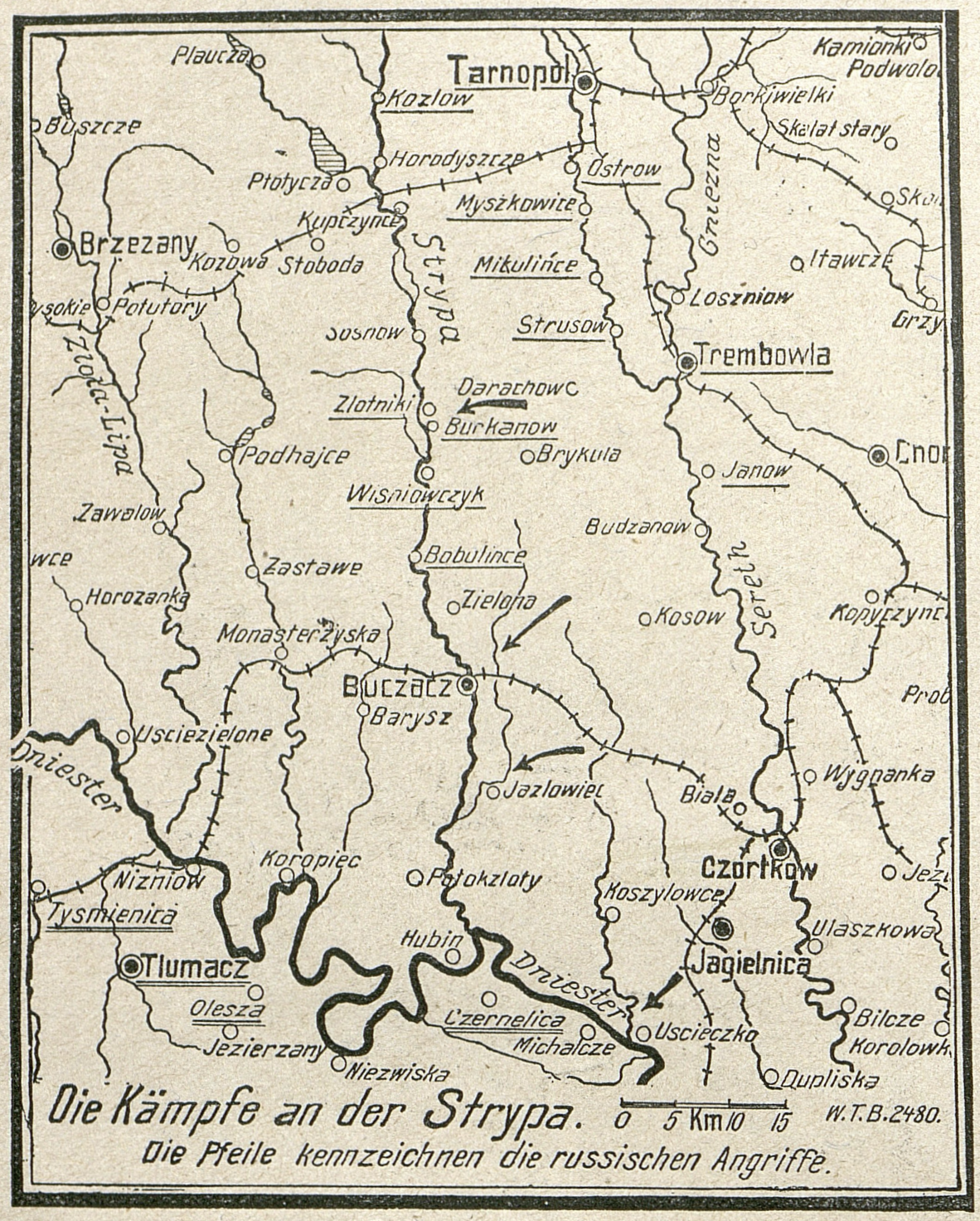
Карта операции на Стрыпе

## Военно-стратегическая ситуация
К началу октября 1915 года на Северном, Западном и Юго-Западном фронтах установилось затишье. Русская армия заняла укреплённые позиции. Однако в это время сербская армия оказалась в критическом положении: на нее одновременно наступали австро-венгерские силы с севера и болгарские с востока. 3 (16) октября наследник сербского престола направил в ставку русской армии две телеграммы, в которых просил о помощи. По причине того, что вторжение в Болгарию через Румынию и высадка десанта на болгарском берегу Черного моря были невозможны или сопряжены с большими политическими и логистическими трудностями, генерал Алексеев представил императору Николаю II план: сформировать на Волочиском направлении отдельную армию и ее силами нанести удар на Львов или в Трансильвании. План получил высочайшее одобрение. Союзники тоже одобрили проект операции, но отвергли предложение нанести совместный удар с юга, с Салоникского фронта, на Будапешт.

## Формирование 7-й армии
Соединения, вошедшие в состав 7-й армии, изначально планировалось использовать для десантных операций на Черном море, поэтому они были сосредоточены в Одессе и Тирасполе (XVI армейский корпус), на станции Раздельной (II армейский корпус), в Николаеве и Херсоне (V Кавказский армейский корпус) и в районе Рени (3-я Туркестанская стрелковая бригада). 7-я армия в декабре была перевезена в район Трембовля — Чортков и должна была атаковать противника при содействии соседних — 11-й (справа) и 9-й (слева) — армий на реке Стрыпа, развивая свой прорыв в северном и северо-западном направлениях. Со стороны Центральных держав на этом участке были расположены новая германская армия Ботмера и 7-я австрийская Пфлянцера, в общем немного слабее атаковавших их русских войск. 

### Россия
Для проведения операции была сформирована 7-я армия (командующий генерал от инфантерии Д. Г. Щербачев) в следующем составе:
- II армейский корпус (генерал от инфантерии В. Е. Флуг)
- XVI армейский корпус (генерал от инфантерии С. С. Саввич)
- XXII армейский корпус (генерал от инфантерии А. Ф. Бринкен)
- V Кавказский армейский корпус (генерал-лейтенант Н. М. Истомин)
- 3-я Туркестанская стрелковая бригада (генерал-лейтенант А. И. Тумский)
- II кавалерийский корпус (генерал-лейтенант Г. О. фон Раух)
- 2-я отдельная Донская казачья бригада
- Бригада Заамурской конной дивизии

### Австро-Венгрия
Позиции на реке Стрыпе занимала 7-я армия (генерал от кавалерии Карл фон Пфланцер-Бальтин) в следующем составе:
- VI армейский корпус (фельдмаршал-лейтенант Артур Арц фон Штрауссенбург): 12-я и 39-я пехотные дивизии, 5-я кавалерийская дивизия
- XIII армейский корпус (генерал от инфантерии Адольф фон Ремен цу Баренсфельд): 36-я и 15-я пехотные дивизии
- Корпус Иоганна фон Энрикеса: 30-я пехотная дивизия, 8-я кавалерийская дивизия
- Корпус фельдцейхмейстера Зигмунда фон Бениньи: 5-я и 6-я пехотные дивизии, бригада Бекеси, 3-я кавалерийская дивизия
- 5-я и 6-я кавалерийские дивизии
- XI армейский корпус (Игнац Эдлер фон Корд): 42-я дивизия, 2-я польская бригада, бригада Папп

Всего 106,5 батальонов, 13680 кавалеристов и 375 орудий

## Ход операции
Командующий 7-й русской армией на фронте атаки в 25 км развернул 3 корпуса, дав фланговым корпусам для атаки участки по 10 км, а среднему, который вел главную атаку, — участок в 5 км, оставив четвертый корпус у себя в резерве. Против 7-й армии на отлично укрепленных позициях оборонялись 4-5 дивизий австро-германцев, то есть силы на этом участке были почти равные.
27 декабря атаку начали три корпуса 9-й армии для привлечения на себя внимания; корпуса далее проволочных заграждений противника не дошли. А 29 декабря при самых плохих климатических условиях (мокрый снег, грязь, не дававшая даже возможности делать перебежки, и бездорожье) двинулись три корпуса 7-й армии атаковать предназначенные им участки. Несколько дней каждый из них на свой риск вел ряд атак без связи друг с другом, имея в некоторых местах успех, в других неудачи, но в общем корпуса, при плохой работе артиллерии, захлебнулись. 
Управление операцией со стороны армейского командования состояло только в том, что оно через несколько дней атак заменило истомленный центральный корпус корпусом своего резерва. При таких условиях Алексеев прекратил 26 января эту бесцельно развившуюся операцию, стоившую 7-й и 9-й армиям 50 тысяч потерь. 